# One Sexy Zone
『one Sexy Zone』（ワン・セクシー・ゾーン）は、Sexy Zoneの1枚目のアルバム。2012年11月14日にポニーキャニオンから発売された。

## 概要
グループのデビュー1周年を記念したアルバムであり、始まりの"one"とグループ名の「Sexy Z"one"」をかけたタイトルである。
既存シングル「Sexy Zone」「Lady ダイヤモンド」「Sexy Summerに雪が降る」が収録されるほか、コンサートや『SUMMARY』で披露された「スキすぎて」「IF YOU WANNA DANCE」「GAME」、中島健人「Teleportation」と菊池風磨「rouge」、佐藤勝利作詞曲の「きみを離さない きみを離れない」などが収録される。

## プロモーション
一般流通では初回限定盤 (CD+DVD) と通常盤 (CD) の2形態、さらにローソン・HMV限定盤 (CD+DVD)、Sexy Zone SHOP限定盤 (CD+グッズ)の4形態で発売した。ボーナストラックとして初回限定盤に中島・菊池の「名前のない想い」、通常盤に「勇気100%」が収録されている。また初回限定盤付属のDVDではメンバーがラスベガスで撮影を行っている。
CD発売週の2012年11月16日から18日まで『Sexy Zone 1st ANNIVERSARY スペシャル・キャンペーン』を開催。店頭購入者は先着でポスターを入手できる。またCD購入者抽選で応募可能なイベント「デビュー1周年記念『New Year握手会』」が開催された。

## チャート成績
2012年11月26日付のオリコン週間アルバムランキングによると、初週8.6万枚を売り上げて1位をとなった。平均年齢15.4歳でのアルバム1位は男性グループ史上最年少記録。

## 収録曲

### CD
※シングル・カップリング曲の詳細はそのページを参照。

#### 通常盤/ローソン・HMV限定盤/Sexy Zone SHOP限定盤
1. 完全マイウェイ
作詞：zopp／作曲：大隅知宇
編曲：鈴木Daichi秀行
2. Silver Moon
作詞：上中丈弥／作曲：川口進, Christofer Erixon, Joakim Bjornberg
編曲：生田真心
後に1stベスト・アルバム「Sexy Zone 5th Anniversary Best」にも収録された。
3. Lady ダイヤモンド
作詞：松井五郎／作曲：馬飼野康二
編曲：船山基紀
  - 2ndシングル
4. IF YOU WANNA DANCE
作詞・作曲：Shusui, Anders Dannvik
編曲：中西裕之
後に1stベストアルバムにも収録された。
5. rouge - 菊池風磨
作詞：ケリー／作曲：Steven Lee, Drew Ryan Scott
編曲：川端良征
6. GAME
作詞：ケリー／作曲：渡辺拓也
編曲：mia
7. 君と... Milky way
作詞：松井五郎／作曲：Steven Lee
編曲：石塚知生
8. Sexy Zone
作詞：Satomi／作曲：馬飼野康二
編曲：CHOKKAKU
  - 1stシングル
9. Don't Stop Sexy Boyz - Sexy Boyz
作詞：Jinny／作曲：Andreas Carlsson, Samuel Waermo
編曲：河合英嗣
10. きみを離さない きみを離れない
作詞：佐藤勝利／作曲：岡村洋佑
編曲：生田真心
11. We can be one
作詞：Satomi／作曲：Carl Utbult, Chris Meyer, arrow-
編曲：Carl Utbult
12. Teleportation - 中島健人
作詞：MEG.ME／作曲：Steven Lee, Drew Ryan Scott
編曲：河合英嗣
13. Sexy Summerに雪が降る
作詞：三浦徳子／作曲：Janne Hyoty, Martin Grano
編曲：鈴木Daichi秀行
  - 3rdシングル
14. スキすぎて
作詞：亜美／作曲：磯崎健史
編曲：清水哲平
  - マリウス葉主演 TBS系木曜深夜ドラマ『コドモ警視』主題歌[4]
15. 今日はありがとう
作詞：三浦徳子／作曲：Takuya Harada, Samuli Laiho, Pessi Levanto
編曲：佐藤泰将
16. 勇気100%
作詞：松井五郎／作曲・編曲：馬飼野康二
  - 2ndシングル通常盤カップリング

#### 初回限定盤
1. 完全マイウェイ
2. Silver Moon
3. Lady ダイヤモンド
4. IF YOU WANNA DANCE
5. rouge
6. GAME
7. 君と…Milky way
8. Sexy Zone
9. Don't Stop Sexy Boyz
10. きみを離さない きみを離れない
11. We can be one
12. Teleportation
13. Sexy Summerに雪が降る
14. スキすぎて
15. 今日はありがとう
16. 名前のない想い - 中島健人・菊池風磨
作詞・作曲・編曲：森大輔

### DVD

#### 初回限定盤
1. スペシャル映像 in ラスベガス

#### ローソン・HMV限定盤
1. 1stアルバムジャケット撮影Making
2. Sexy Zone (Music Clip)
3. Lady ダイヤモンド (Music Clip)
4. Sexy Summerに雪が降る (Music Clip)

## グッズ
Sexy Zone SHOP限定盤
- 1stアニバーサリー メモリアル・チケットホルダー

## 封入特典
初回限定盤
- シリアルナンバー入り握手会エントリー券
- 24P写真集
- 1stアニバーサリーBOX仕様
- 予約購入先着特典：Sexy Zone X'masカード6枚セット (集合1枚+ソロ5枚)

通常盤(初回プレス仕様)
- シリアルナンバー入り握手会エントリー券
- オリジナルトレーディングカード2枚セット (集合1種+ソロ5種のうち1種封入)
- 予約購入先着特典：Sexy Zone X'masカード6枚セット (集合1枚+ソロ5枚)

ローソン・HMV限定盤, Sexy Zone SHOP限定盤
- シリアルナンバー入り握手会エントリー券
- オリジナルトレーディングカード2枚セット (集合1種+ソロ5種のうち1種封入)